# Groote Wiel en Kleine Wiel

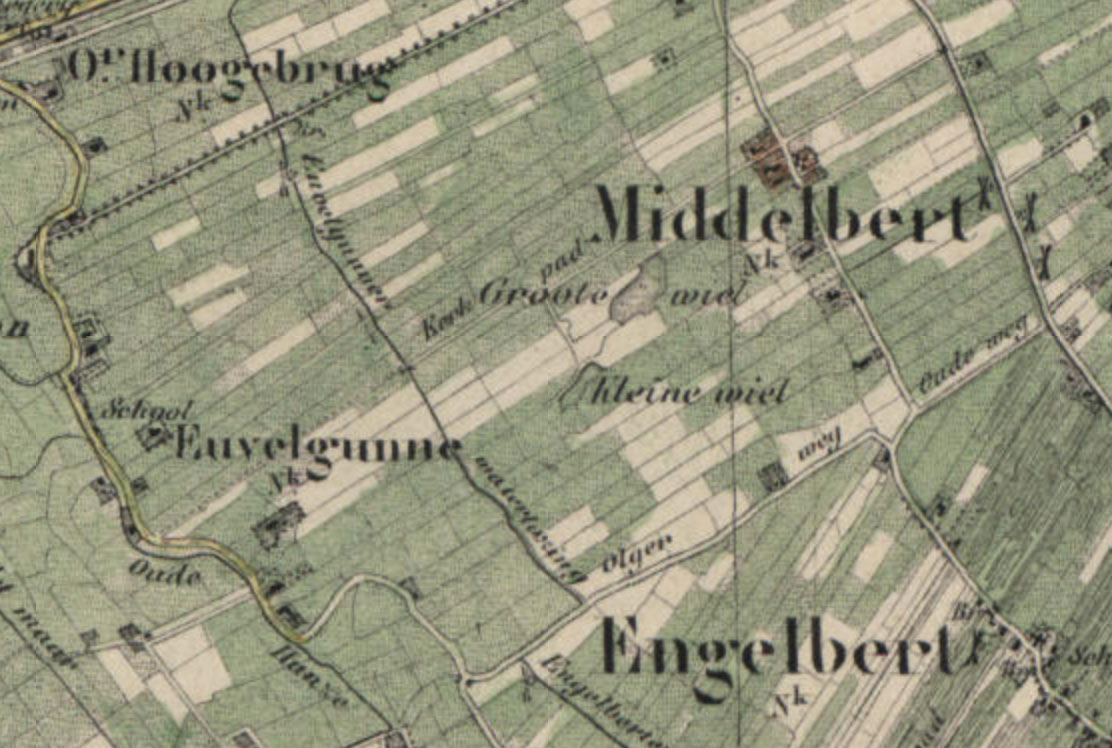
De Groote en de Kleine Wiel op een topografische kaart (omstreeks 1864)

De Groote Wiel en de Kleine Wiel zijn twee voormalige meertjes of meerstallen bij Middelbert in de provincie Groningen. Ze waren particulier eigendom.